# Rachel suum videns

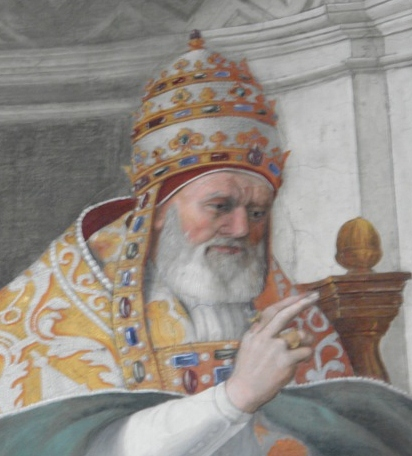
Papa Gregório IX

Rachel suum videns é uma bula papal emitida pelo Papa Gregório IX em 17 de novembro de 1234 convocando uma cruzada à Terra Santa e ordenando que dominicanos e franciscanos pregassem em favor dela.  Foi emitida antes da trégua entre Frederico II, Sacro Imperador Romano-Germânico e o sultão egípcio, Al-Kamil, expirar.